# Кант (мова)
Кант — це жаргон або мова групи людей, яка часто використовуються для виключення або введення в оману людей поза цією групою. Вона також може бути названа криптолектом, арго, анти-мовою або секретною мовою. Кожен термін незначно відрізняється за значенням; їх використання суперечливе.

## Термінологія
У деяких районах Коннахту в Ірландії Кант в основному стосується аукціону, який зазвичай проводиться під час ярмарку.
У Шотландії дві не пов'язані між собою креольські мови називають «кант». Шотландський кант (змішана мова, в першу чергу шотландська та ромська із шотландським гельським впливом). Канти взаємно незрозумілі.
Це слово також використовувалось як суфікс до назв для сучасних жаргонів, таких як «медикант», термін, що використовується для позначення типу мови, що використовується працівниками медичної професії, яка в основному незрозуміла для звичайних людейISBN 0-19-214183-X.

## Етимологія
Існує дві основні школи думок щодо походження слова cant:
- У лінгвістиці прийнято вважати, що це слово походить від ірл. caint (старіше написання cainnt}}), «мова, розмова»[4]ISBN 0-85389-832-4, або від шотл. гел. cainnt. Вбачається, що це було походженням серед мандрівних груп людей в Ірландії та Шотландії, які походили як з ірландсько-шотландського гельського, так і з англомовного походження, врешті-решт, розвиваючись як різні креольські мови. Однак різні типи кантів (шотландські/ірландські) взаємно незрозумілі. Ірландський креольний варіант називають просто кантом. Його спікери із спільноти ірландських мандрівників знають її як ґаммон, тоді як лінгвістична спільнота ідентифікує її як шелту.
- Поза гельськими колами, як правило, вважають, що це слово походить від лат. cantāre, «співати», через нормандську французьку canter[1]. В рамках цього висновку, як видно, історія цього слова спочатку посилалася на співи монахів, що використовувались деякий час між XII і XV століттями. Поступово цей термін застосовувався до співу жебраків і, врешті-решт, до злочинного жаргону.

## Арго
Арго (англійська вимова: [ˈɑrɡoʊ], від фр. argot [aʁɡo] «жаргон») — це мова, що використовується різними групами, щоб перешкодити стороннім зрозуміти їх розмови. Термін арго також використовується для позначення неформальної спеціалізованої лексики з певної галузі дослідження, заняття чи хобі, в цьому сенсі він перекривається жаргоном.
У своєму романі 1862 року «Знедолені» Віктор Гюго називає цю арго і «мовою темряви», і «мовою біди».
Найбільш ранні відомості про термін арго в цьому контексті були в документі 1628 року. Це слово, ймовірно, походить від сучасної назви les argotiers, даної на той час групі злодіїв.
Згідно зі строгим визначенням, арго — це власна мова зі своєю граматичною системою. Але такі повні таємні мови рідкісні, оскільки носії, як правило, мають спільну загальнодоступну мову, на якій в основному базується арго. Такі арго — це лексично різні форми певної мови, частина її словникового запасу замінена словами, невідомими широкому загалу; арго, що використовується в цьому сенсі, є синонімом канту. Наприклад, арго в цьому сенсі використовується для таких систем, як verlan і louchébem, які зберігають французький синтаксис і застосовують трансформації лише до окремих слів (і часто лише до певної підмножини слів, таких як іменники або слова семантичного змісту). Такі системи є прикладами арго à clef, або «закодовані арго».
Конкретні слова можуть переходити від арго в звичайну мову чи навпаки.
У галузі медицини, вважають, що лікарі мають власну розмовну арго, кант чи сленг, що включає загальнозрозумілі скорочення та абревіатури, часто вживані технічні розмови та багато щоденного професійного сленгу (який може бути або не бути локалізованим в інституційному чи географічному плані). Хоча багато з цих розмов можуть виявитись непроникними для більшості людей, мало хто, здається, спеціально розробляв цю мову, щоб приховувати значення від пацієнтів (можливо, тому, що звичайної медичної термінології зазвичай достатньо).

## Антимовна
Поняття антимови було вперше визначене та вивчене лінгвістом Майклом Холлідей, який використовував цей термін для опису lingua franca антисуспільства. Він визначив антимову як мову, створену та вживану антисуспільством. Антисуспільство — це невелика, окрема спільнота, навмисно створена в межах більшого суспільства як його альтернатива чи спротив йому. Наприклад, Адам Подгорецький вивчав одне антигромадське товариство, яке складалося з польських в'язнів; Бхактіпрасад Маллік із санскритського коледжу вивчав товариство злочинців у Калькутті.
Ці спільноти розробляють антимови як засіб, який не дозволяє стороннім зрозуміти їх спілкування, а також як спосіб створення субкультури, яка відповідає потребам їх альтернативної соціальної структури. Анти-мови відрізняються від сленгу та жаргону тим, що їх використовують виключно серед остракізованих соціальних груп, включаючи в'язнів, злочинців, гомосексуалів та підлітків. Антимови незвично використовують ту саму основну лексику та граматику, що їх рідна мова. Наприклад, анти-мови запозичують слова з інших мов, створюють нетрадиційні сполуки або використовують нові суфікси для існуючих слів. Анти-мови можуть також змінювати слова, використовуючи метатезу, зворотне утворення (наприклад, яблуко на окулбя) або замінюючи їх приголосні. Отже, антимови є унікальними, і це не просто діалекти існуючих мов.
У своєму есе «Анти-мова» Хеллідей синтезував дослідження Томаса Гармана, Адама Подгорецького та Бхактіпрасада Малліка з метою вивчення антимов та зв'язку між вербальною комунікацією та підтримкою соціальної структури. З цієї причини вивчення антимов є одночасно дослідженням соціології та лінгвістики. Висновки Хеллідей можна скласти у вигляді переліку дев'яти критеріїв, яким повинна відповідати мова, щоб вважатися антимовою:
1. Антисуспільство — це суспільство, яке створене в межах іншого суспільства як свідома альтернатива йому.
2. Як і перші записи мов екзотичних культур, інформація зазвичай надходить до нас у вигляді списків слів.
3. Найпростішою формою, яку приймає антимова, є форма нових слів для старої: це мова, релексикалізована.
4. Принцип полягає в тому, що однакова граматика і різний словниковий запас.
5. Ефективне спілкування залежить від обміну значеннями, які недоступні неспеціалісту.
6. Анти-мова — це не просто необов'язкова додаткова інформація, вона є фундаментальним елементом існування явища «другого життя».
7. Найважливішим засобом підтримки реальності є розмова. Усі, хто застосовує цю саму форму спілкування, підтримують реальність інших.
8. Анти-мова є засобом ресоціалізації.
9. Існує наступність між мовою та антимовою.

Приклади антимовних мов включають рифмований сленг Кокні, сленг CB, верлан, грипсеру польських тюрем, злодійський кант, поляри і, можливо, Bangime.

### У популярній культурі
Іноді антимови створюються авторами і використовуються персонажами романів. Ці антимови не мають повної лексики, їх не можна спостерігати під час лінгвістичного опису, а тому їх не можна вивчати так само, як мову, якою насправді розмовляє існуюче антисуспільство. Однак вони все ще використовуються при вивченні антимов. Роджер Фаулер «Анти-мови в художній літературі» аналізує «Механічний апельсин» Ентоні Берджесса та «Голий обід» Вільяма С. Берроуза, щоб наново визначити природу анти-мови та описати її ідеологічне призначення.
«Заводний апельсин» — популярний приклад роману, в якому головний герой — хлопчик-підліток, який розмовляє антимовою під назвою Надсат. Цю мову часто називають арго, але стверджували, що вона є антимовою через соціальну структуру, яку вона підтримує через соціальний клас дріґов.

## Приклади
- Адургарі, з Афганістану
- Агбірігба, з Нігерії
- Едю, з Китаю
- Назад жаргон, з Лондона, Велика Британія
- Банячки, із Сербії
- Бараллете, з Галичини, Іспанія
- Баргоенс, з Нідерландів
- Брон з Леона та Астурії, Іспанія
- Beurla Reagaird, гельська коса, що використовується громадою мандрівників Highland у Шотландії
- Бунтлінг з Каліфорнії
- Кало (Чикано), від кордону з США / Мексикою
- Рифмований сленг Кокні, Лондон, Велика Британія
- Енгш, з Кенії
- Fala dos arxinas, з Галичини, Іспанія
- Феня з Росії
- Гасерія, з Іспанії
- Гейльська мова, з південноафриканської гей-культури
- Транспонування статі
- Германія, з Іспанії
- Грипсера, з Польщі
- Gumuțeasca, з Румунії
- Джару-моджі, з Японії
- Хіджра фарсі, з Південної Азії, використовується субкультурами хіджри та коті (традиційні корінні приблизні аналоги субкультур ЛГБТ)
- ІсіНгкумо, з Південної Африки та Зімбабве
- Джавана, з Франції
- Джеджемон з Філіппін
- Джоуал з Квебеку французький
- Клезмер-лошн, зі Східної Європи
- Літ (або 1337 говорять), з Інтернет-культури
- Лушебем, з Франції
- Лунфардо, з Аргентини та Уругваю
- Марсіанська мова, щоб замінити китайські ієрогліфи
- Мештерскі, з Болгарії
- Miguxês, з емо, хіпстерських субкультур молодих користувачів мережі в Бразилії
- Minderico, соціолект або таємна мова, якою традиційно говорять кравці та торговці у фреґезії (цивільна парафія) Мінде, Португалія.
- Надсат, вигаданий арго
- Ніхалі, з Індії
- Nyōbō kotoba, з Японії
- Падонкафський жаргон (або олбанський) з Рунета, Росія
- Свиня латинська
- Піткернес
- Подана, з Греції
- Пажуба, з Бразилії, діалект гей-субкультури, який використовує африканські або африканські слова, що звучать як жаргон, сильно запозичений у афро-бразильських релігій
- Polari, загальний термін для різноманітних, але не пов'язаних між собою груп діалектів, що використовуються акторами, шоуменами цирку та ярмарку, гей-субкультурою, злочинним підземним світом (злочинці, повії)[18].
- Ротвельськ, з Данії
- Ротвельш, з Німеччини
- Реварспрокет, зі Швеції
- Шатровацькі, з колишньої Югославії
- Шотландський Cant - варіант шотландської та ромської мов, що використовується циганами низовин у Шотландії, Сполучене Королівство
- Шелта, з ірландської громади мандрівників в Ірландії
- Шен з Кенії
- Спаселл, з Італії
- Swardspeak (або Bekimon, або Bekinese), з Філіппін
- Злодії не можуть (або французький торговець, або грецький Сент-Джайлз), з Великої Британії
- Тотояна, з Румунії
- Цоцітаал, з ПАР
- Тутнезе, зі США
- Верлан, з Франції
- Сіріга, з Астурії, Іспанія
- Заргарі[fa], з Ірану

### Кант злодіїв
Кант злодіїв був особливістю популярних памфлетів та п'єс, особливо між 1590 і 1615 роками, але продовжував фігурувати в літературі до XVIII століття. Є питання про те, як справді література відображала народне вживання в кримінальному світі. У 1839 р. Злодій стверджував, що надвис, який він бачив у друці, нічим не нагадує нахил, яким тоді користувалися цигани, злодії та жебраки. Він також сказав, що кожен з них використовував різні словникові запаси, які перекривались, цигани не могли сказати про все, а жебраки використовували нижчий стиль, ніж злодії.

### Улті
Ульті — мова, яку вивчав і задокументував Бхактіпрасад Маллік у своїй книзі «Мови підземного світу Західної Бенгалії». Ulti — це антимова, що походить з бенгальської мови та використовується злочинцями та пов'язаними з ними. Слово ульті kodān «магазин» походить від перестановки букв у бенгальському слові dokān, що також означає «магазин».

## Дивитися також
- Кодове слово (фігура мови)
- Кодек
- Костермонджер
- Подвійна мова
- Gibberish (мовна гра)
- Лазар Шейнеану, румун, який вивчав такі мови
- Мікрокультура
- Затуманення
- Патуа
- Римується сленг
- Шиболет

 Вікісховище має мультимедійні дані за темою: Кант (мова)